# Carlos Carrascosa
Carlos Carrascosa (Buenos Aires, Argentina, 13 de diciembre de 1944), es un ex-agente de bolsa argentino.

## Biografía
Trabajó en la Bolsa de Comercio de Buenos Aires, vinculado al Banco General de Negocios, hasta 1996 cuando se jubiló a sus entonces 50 años. En 1971 se casó con María Marta García Belsunce.
Cobró fama por ser el principal acusado del homicidio de su esposa María Marta García Belsunce en 2002 y ser finalmente absuelto.
En 2020 participó de la docuserie de Netflix Carmel ¿quién mató a María Marta?.
Tras su absolución lleva su vida cotidiana en el partido de Luján, Buenos Aires.

## Caso García Belsunce
Profesor de bridge y apodado «el Gordo», Carrascosa vivía retirado junto a su esposa en el Carmel Country Club en la localidad bonaerense de Pilar. El 27 de octubre de 2002, luego de recibir un llamado de la masajista personal de su esposa, se dirigió a su hogar y al ingresar encontró a María Marta García Belsunce sin vida en la bañera de su casa.
Si bien Carrascosa, los médicos y los familiares de la víctima dijeron que se había tratado de un mero accidente doméstico, 1 mes y medio más tarde se demostraba que había sido un homicidio, ya que al exhumar el cuerpo los forenses encontraron 5 balas en el interior de su cráneo.
Carrascosa fue condenado por la cámara de Casación de la provincia de Buenos Aires a cadena perpetua por homicidio agravado por el vínculo. Su ADN no se corresponde con ninguna de las manchas de sangre que se hallaron en la escena del crimen.
En 2010, su letrado patrocinante, el doctor Fernando Díaz Cantón, presentó ante la Corte Interamericana de Derechos Humanos una denuncia por violaciones de los derechos de su cliente. A comienzos del 2010 Carrascosa demandó al Estado Argentino ante la Comisión Interamericana de Derechos Humanos por considerar violados varios de sus derechos y garantías del debido proceso legal. 
En 2015 Carrascosa obtuvo la prisión domiciliaria por el pago de la fianza de 1.000.000 de pesos por parte de sus amigos. El 20 de diciembre de 2016 es finalmente absuelto por la Cámara de Casación Penal bonaerense ordenando su inmediata liberación.